# مقاطعة لي (آيوا)
مقاطعة لي (بالإنجليزية: Lee County)‏ هي إحدى مقاطعات ولاية آيوا في الولايات المتحدة الأمريكية.

## أعلام
- كليف كارول
- أفين نيلسون
- رايموند ماكي